# Ioan Geoană
Ioan Geoană (n. 6 iunie 1928, Craiova, România – d. 2 iunie 2009, București, România) a fost un general român, care a îndeplinit funcția de comandant al Comandamentului Apărării Civile în ultima parte a regimului comunist din România.

## Biografie

### Carieră
S-a născut la 6 iunie 1928 în orașul Craiova din județul Dolj, ca fiu al muncitorului ceferist Constantin Geoană. A urmat cursurile Liceului „Frații Buzești” din Craiova, după care a absolvit în anul 1950 studii universitare la Facultatea de Construcții Civile și Industriale din cadrul Institutului de Construcții din București, obținând calificarea de inginer constructor.
A început apoi o carieră militară și a activat în cadrul Ministerului Apărării Naționale în perioada 1965–1992. A îndeplinit mai multe funcții importante în Forțele Armate Române, ajungând în cele din urmă comandant al Comandamentului Apărării Civile, funcție pe care o îndeplinea la sfârșitul anului 1989. A fost înaintat la gradul de general-maior (cu o stea) la 27 decembrie 1972 și apoi la gradul de general-locotenent (cu 2 stele) începând cu data de 30 decembrie 1982.

### Viața personală
S-a căsătorit cu Elena Iuliana Geoană (n. Teodorescu), care a lucrat ca inginer în cadrul RATB, cu care a avut un fiu: Mircea Geoană (n. 1958), viitor diplomat și om politic. A fost bolnav de cancer în ultima parte a vieții și a fost internat mai mult de două luni într-un spital din București. A fost supus chimioterapiei, dar tratamentul nu i-a îmbunătățit starea de sănătate.

### Decesul
Ioan Geoană a decedat în 2 iunie 2009, la vârsta de 81 de ani, la Spitalul Fundeni din București, și a fost înmormântat cu onoruri militare la 4 iunie 2009 în Cimitirul Ghencea Militar. Printre cei care l-au condus pe ultimul drum s-au numărat numeroși colegi din Ministerul Apărării Naționale, reprezentanți ai Ministerului Afacerilor Externe, ai Corpului diplomatic acreditat la București, precum și câteva sute de membri ai Partidului Social Democrat (fostul președinte Ion Iliescu, președintele Consiliului Național al PSD, Adrian Năstase, secretarul general al PSD, Valeriu Zgonea, președintele Tineretului PSD, Nicolae Bănicioiu, liderii grupurilor parlamentare ale PSD, Viorel Hrebenciuc și Ion Toma, președintele Curții de Conturi, Nicolae Văcăroiu, președintele CNAS, Irinel Popescu, miniștri, secretari de stat, europarlamentari, lideri de organizații, senatori și deputați), al cărui președinte era fiul său, Mircea Geoană. Meritele sale au fost evocate de fiul său, Mircea, de nepotul său, Alexandru, de generalul în retragere Marin Dragnea și de o serie de colegi, iar patriarhul Daniel a trimis un mesaj care a fost citit de episcopul vicar patriarhal Vincențiu Ploieșteanul.

## Scrieri
- „Preocupări pentru perfecționarea activității A.L.A.”, în Apărarea patriei, anul XXVIII, nr. 3 (6101), miercuri 19 ianuarie 1972, p. 7.
- „Apărarea locală antiaeriană, parte a sistemului național de apărare. Voința poporului de a-și apăra patria, ridicată la rang de lege”, în Apărarea patriei, anul XXIX, nr. 10 (6160), miercuri 7 martie 1973, p. 5.